# 決勝時刻：黑色行動冷戰
《決勝時刻：黑色行動冷戰》是一款由Treyarch和Raven Software工作室開發並由動視發行的第一人稱射擊遊戲。這是該遊戲副標題系列《黑色行動》的第六部作品，也是《決勝時刻》系列的第17部主要作品。作為《決勝時刻：黑色行動》的直接續集，《決勝時刻：黑色行動冷戰》於2020年11月13日在 Windows、PlayStation 4、Xbox One、PlayStation 5、Xbox Series X/S 平台發行。 
遊戲的初次揭曉於2020年8月26日官方在 YouTube 頻道發布的預告片，多人遊戲模式於9月9日揭曉。本作支持中文语言（界面和字幕），但是在Steam和Battle.net平台不支持简体中文。
《黑色行動冷戰》設定於1980年代初的冷戰時期。中央情報局特工 「羅素·阿德勒」Russell Adler 要追捕所謂的蘇聯間諜「柏修斯」Perseus，因為其既定目標是要顛覆美國並使力量平衡向蘇聯傾斜。
該遊戲最初是由Raven和Sledgehammer Games開發，無意讓其成為黑色行動系列的作品。但由於兩支團隊之間存在分歧，開發工作受到困難，導致動視安排Treyarch在2019年負責遊戲開發，而Raven則為共同開發者。該遊戲的行銷始於2020年8月，並且以不同的形式進行，包括某些內容創作者會收到幻燈片投影機、展示冷戰歷史事件的網站，讓大眾在線解決難題。該遊戲的公共多人測試版在2020年10月上線。遊戲受到評論家的普遍好評，並取得了商業上的成功。

## 內容

### 單人劇情
《黑色行動冷戰》的時間設定在冷戰中的1980年代，位於第一集與第二集之間。「啟發自真實歷史事件」。玩家將遇到歷史中的重要人物和艱難的事實，並在東柏林、越南、土耳其和蘇聯國家安全委員會總部等世界各重要地點展開戰鬥。1981年，遊戲中的美國總統隆納·雷根獲悉一個代號為「柏修斯」的蘇聯間諜正在執行一項顛覆全球勢力平衡並改變歷史的陰謀，並授權由中央情報局官員羅素·阿德勒主領的團隊進行一系列的「黑色行動」。
玩家可與梅森、伍茲、哈德森等中情局的特務攜手合作，組成小隊進行任務，並趕在時限之內揭發一場陰謀。
遊戲有多個結局，取決於整個戰役中玩家的選擇。

### 多人模式
《黑色行動冷戰》“將冷戰武器和裝備帶入了下一代的多人遊戲”，並支援跨平台配對功能，所有玩家不分平台都能夠一起連線對戰。同由動視發行的免費大逃殺遊戲《決勝時刻：現代戰域》將在《黑色行動冷戰》中繼續登場並共享部分遊戲內容和進度系統，玩家所收集到的物品也可同時在這兩款遊戲中使用。

#### 地图
①「无敌舰队（Armada)」:位于大西洋北部，有船只内、外以及水域等场景。玩家可以使用滑索在船与船之间通行、或是驾驶摩托艇 & 炮艇可快速在水域内穿行。
②「卫星城（Satellite）」：位于遍布岩石、沙漠的中非国家安哥拉。
③「迈阿密（Miami）」：位於傍晚的邁阿密南海灘。
④「莫斯科（Moscow）」：位於莫斯科河畔區。
⑤「十字路口（Crossroads）」：位于乌兹别克斯坦的雪地。
⑥「核弹小镇 1984（Nuketown 1984 ）」：位于美国内华达州的内华达试验场。

### 殭屍模式
玩家可以单人也可以联机进行游玩。玩家将探索冷戰實驗，這些實驗釋放出新的殭屍威脅，而最终目的就是关停整个设施并顺利离开此地。

#### 僵尸猛攻
“僵尸猛攻(Zombies Onslaught)”为双人合作模式，在PlayStation 4和PlayStation 5独占。让玩家可以在多人对战地图上与进行丧尸持久战的模式。在该模式中获得的击杀奖励可用于丧尸模式与多人模式当中。

## 劇情

### 戰役模式

#### 關卡列表
| 關卡                 | 地點                       | 時間           |
| -------------------- | -------------------------- | -------------- |
| 無路可逃             | 荷蘭，阿姆斯特丹           | 1981年01月21日 |
| 碎顎行動             | 越南，哈斯金基地           | 1968年01月26日 |
| 高牆諜影             | 東德，東柏林               | 1981年02月24日 |
| 紅燈綠燈             | 蘇聯，烏克蘭外喀爾巴阡州   | 1981年02月27日 |
| 冷戰餘波             | 蘇聯，烏拉山脈，亞曼套山   | 1981年03月03日 |
| 非常手段             | 蘇聯，莫斯科，克格勃總部   | 1981年03月09日 |
| 最後防線             | 古巴，哈瓦那               | 1981年03月13日 |
| 生死交關             | 西德，西柏林，中情局安全屋 | 1981年03月14日 |
| 最後倒數（美國結局） | 蘇聯，索洛韋茨基群島       | 1981年03月15日 |
| 塵歸塵（蘇聯結局）   | 蘇聯，哈巴羅夫斯克邊疆區   | 1981年03月15日 |

| 關卡           | 地點                             | 時間                                 |
| -------------- | -------------------------------- | ------------------------------------ |
| 混沌行動       | 美國，新墨西哥州與科羅拉多州邊界 | 可能是1981年2月23日、3月7日或3月12日 |
| 紅色馬戲團行動 | 蘇聯，烏茲別克                   | 可能是1981年2月23日、3月7日或3月12日 |

1981年，中央情報局特務羅素·阿德勒、亞歷克·梅森和弗蘭克·伍茲被派往荷蘭抓捕伊朗人質危機的策劃者，阿拉什·卡迪瓦和卡西姆·爪哇迪。從抓獲的卡西姆口中得到的情報得知阿拉什身在土耳其。於是小隊前往土耳其追蹤阿拉什，阿拉什在死前聲稱伊朗人質危機的真正幕後主腦是蘇聯特務柏修斯。回國後，中情局小隊的成員跟美國總統羅納德·雷根就柏修斯開會，雷根認為柏修斯對美國的威脅非比尋常，故授權小隊發起黑色行動追尋他。為此，傑森·哈德森和阿德勒委任梅森、伍茲、前摩薩德特務以利亞撒·“拉扎爾”·阿祖萊、軍情六處特務海倫·柏克和一名叫作“鈴”的特務組成一支小隊執行這個任務。
在經過深入調查後，小隊發現柏修斯已經滲透了“綠燈行動”，這是一個美國的機密項目，他們在歐洲各國的大城市部署了中子彈，以在蘇聯一旦發起大規模侵略時採取焦土戰略。由於擔心柏修斯會利用已死去13年的尼基塔·德拉戈維奇部署在西方國家的特務發動襲擊，在CIA安排的內應— 貝利考夫的協助下，「鈴」與阿德勒潛入了在蘇聯莫斯科的克格勃總部－盧比揚卡大樓，以獲取這些潛伏特務的列表，期間他們遇上了列夫·克拉夫琴科和伊姆蘭·扎卡伏。在行動中小隊發現曾經參與“綠燈行動”的一名科學家是當中的其中一名潛伏特務，而他當前正身處古巴。於是，小隊突襲了位於古巴的研究所，希望能夠在當地抓捕柏修斯。然而該任務最終以失敗告終，行動中柏克或“拉扎爾”其中一人更被敵方抓获，生死不明。
不過，他們也得知柏修斯打算盜取“綠燈行動”每個炸彈的引爆密碼，也就是他有能力摧殘歐洲並嫁禍美國。
在“鈴”獲救後，他得知自己原本的身份是柏修斯的副手，但在土耳其行動時被妒忌他的阿拉什·卡迪瓦開槍打中而受重傷。阿德勒其後救起“鈴”，並用CIA的MK-Ultra技術把他洗腦及注入假記憶，讓他以為自己是一名特務（出身背景取決於玩家的選擇）和阿德勒的朋友。在“鈴”的記憶恢復後，阿德勒質問他柏修斯的位置。此時“鈴”可以選擇說真話或是謊話。
若“鈴”選擇說謊，他將會為小隊設一個陷阱，將他們引導到杜格雷達所在地，然後在蘇軍和柏修斯的幫助下殺死小隊的所有人，之後再引爆核武。若“鈴”拒絕殺死小隊的成員，他會被阿德勒殺死，但核武依然會引爆，令美國的國際聲譽一落千丈。同時，CIA會清算阿德勒和他的小隊以免“綠燈行動”曝光。柏修斯則指其特務會乘勝追擊讓蘇聯侵略所有歐洲國家，從而令它們變成蘇聯傀儡，而潛伏在美國的特務則會繼續從內部施以各種破壞（如果玩家沒有完成支線任務紅色馬戲團行動與混沌行動）。
相反，若“鈴”選擇說真話，即意味著他決定背叛柏修斯，他和小隊亦會一同突襲柏修斯的總部－索洛韦茨島修道院，並摧毀引爆核武的發射器。“綠燈行動”失敗後，柏修斯再度神隱，但阿德勒發誓自己一定會追蹤他到天涯海角，以及瓦解他的間諜網（如果玩家完成了支線任務紅色馬戲團行動與混沌行動）。後來，阿德勒向“鈴”道謝，指出“鈴”決定背叛柏修斯是出於自己的意志，又指他是一名英雄。最後，阿德勒承認他即將要把“鈴”滅口，兩人隨即拔槍指向對方，生死未卜.....

### 殭屍模式
1983年，CIA特工格里哥裡·韋弗接到來自西德聯邦情報局特工薩曼莎·梅西斯的來電，指一支叫作“奧米加小組”的蘇聯探索隊正在調查一個曾經發生殭屍異變事件的德军堡壘。於是，韋弗便組建一支由來自世界各地的精兵組成，代號為“安魂曲”的小隊並派遣他們前往該地點調查。
同年11月13日，“安魂曲”的小隊被派往该设施，被称为Projekt Endstation，在那里他们发现了一条裂痕，该裂痕是通往黑暗以太之维的门，它负责世界各地发生的其他维突破。经过进一步调查，小隊遇到了欧米茄集团前成员奥尔洛夫（Orlov），后者被杀死并复活。在部分治愈他的病情之后，奥尔洛夫同意帮助团队缩小尺寸裂痕。奥尔洛夫成功地封住了裂痕，摧毁了终端站并在此过程中牺牲了自己，同时让安魂曲小隊逃脱了。

## 登場角色

### 中央情報局（CIA）
- “鈴”（Bell）：本作主角兼主要玩家角色。其名字、性別、出身地、履歷及膚色由玩家自行決定。實際上是柏修斯的前手下，在某次行動中妒忌“鈴”的阿拉什·卡迪瓦企圖將其滅口，在處於重傷狀態下被羅素·阿德勒所救活，並被其洗腦及注入虛假記憶，從而讓他為CIA效力。
- 羅素·阿德勒（Russell Adler）：美國陸軍特種部隊出身的CIA特務，曾經為美軍援越司令部研究觀察團（MACV-SOG）的隊員，參與過越戰。現負責追蹤蘇聯特務柏修斯。
- 亞歷克斯·梅森（Alex Mason）：《決勝時刻：黑色行動》和《決勝時刻：黑色行動II》的主角之一，在本作也作為其中一名玩家角色登場。在接到來自傑森·哈德森的電話後回歸CIA。在本作執行任務時仍然會因當年在沃爾庫塔被洗腦時產生的副作用而看見一些數字。
- 弗蘭克·伍茲（Frank Woods）：《決勝時刻：黑色行動》和《決勝時刻：黑色行動II》的登場角色之一。為亞歷克斯·梅森的死黨兼老戰友。在1968年於老撾疑似與列夫·克拉夫琴科同歸於盡，但實際上兩人仍存活，伍茲更被囚禁在越南人民軍的戰俘營，直到於1972年成功越獄後回到CIA服役。
- 傑森·哈德森（Jason Hudson）：《決勝時刻：黑色行動》和《決勝時刻：黑色行動II》的登場角色之一。為亞歷克斯·梅森和弗蘭克·伍茲等人的上司，因永遠對任務的重要情報有所隱瞞而與下屬關係欠佳，不被他們所信任。對阿德勒讓“鈴”加入小隊持否定態度。
- 以利亞撒·阿祖萊（Eleazar Azoulay）：擁有美國和以色列雙重國籍，綽號“拉扎爾”（Lazar）。曾分別在以色列國防軍和摩薩德服役，後來以美國公民身份加入CIA。
- 勞倫斯·西姆斯（Lawrence Sims）：前美國陸軍士兵及前美軍援越司令部研究觀察團（MACV-SOG）的隊員，參與過越戰。
- 布萊克（Black）：傑森·哈德森的上司，負責監督小隊的行動。
- 格里哥裡·韋弗（Grigori Weaver）：《決勝時刻：黑色行動》的登場角色之一，在本作僅於殭屍模式登場，為“安魂曲”小隊的負責人。

### 美國政府
- 羅納德·雷根（Ronald Reagan）：美國總統，由其親自下令哈德森的小隊執行追蹤蘇聯特工柏修斯的行動。
- 亞歷山大·海格（Alexander Haig）：美國國務卿。
- 詹姆斯·貝克（James Baker）：美國白宮幕僚長。

### 軍情六處（MI6）
- 海倫·柏克（Helen Park）：與羅素·阿德勒存在合作關係的英國軍情六處特工，因兄長在恐襲身亡的原故而加入MI6。

### 蘇聯政府
- 柏修斯（英语：Perseus (spy)）（Perseus）：本作主要反派角色。企圖讓西方世界淪陷以令蘇聯征服世界的謎樣蘇聯特工，實際上並非為單個個體的存在，而是由複數蘇聯特工所形成並擔任的角色。
- 列夫·克拉夫琴科（Lev Kravchenko）：KGB特工，《決勝時刻：黑色行動》和《決勝時刻：黑色行動II》的反派角色之一。
- 伊姆蘭·扎卡伏（Imran Zakhaev）：內務部成員，《現代戰爭》三部曲和《決勝時刻：現代戰爭》的反派角色之一。
- 迪米特里·貝利考夫（Dimitri Belikov）：KGB安全部主任，為CIA先前安插進KGB的間諜，爲可玩角色之一。
- 米哈伊爾·戈爾巴喬夫（Mikhail Gorbachev）：蘇聯共產黨中央書記處書記。
- 安東·查科夫（Anton Charkov）：KGB將軍，戈爾巴喬夫最信任的部下。

### 东德国家安全部（MfS）
- 弗朗茲·克勞斯（Franz Kraus）：為俄羅斯黑手黨安東·沃爾科夫效力的前史塔西特工。

### 西德聯邦情報局（BND）
- 格雷塔·凱勒（Greta Keller）：在東柏林為“鈴”等人提供協助的BND特工。

### 伊朗恐怖組織
- 阿拉什·卡迪瓦（Arash Kadivar）：有份策劃伊朗人質危機的伊朗恐怖份子。因妒忌被柏修斯重用的“鈴”而企圖將後者滅口。
- 卡西姆·爪哇迪（Qasim Javadi）：阿拉什·卡迪瓦的手下。

### 其他人物
- 漢斯（Hans）：荷蘭警長，被CIA買通以提供他們卡西姆·爪哇迪的位置並承諾在雙方人馬交火15分鐘內警察將不會介入。
- 安東·沃爾科夫（Anton Volkov）：以東德作主要勢力範圍的俄羅斯黑手黨老大，與柏修斯存在合作關係。

### 聯機模式特戰兵

#### 北約
- J·亨特（J.Hunter）：美國原住民後裔，1977年從軍，79年成為美國陸軍游騎兵的一員。
- K·宋（K.Song）：隸屬於韓國陸軍707特別任務營的女兵。
- 海倫·柏克（Helen Park）與羅素·阿德勒存在合作關係的英國軍情六處特工，因兄長在恐襲身亡的原故而加入MI6。
- 約翰·貝克（John Baker）：隸屬美國海軍三棲特戰隊的偵察狙擊兵（英语：Scout Sniper）。
- 羅素·阿德勒（Russell Adler）美國陸軍特種部隊出身的CIA特務，曾經為美軍援越司令部研究觀察團（MACV-SOG）的隊員，參與過越戰。現負責追蹤蘇聯特務柏修斯。
- 弗蘭克·伍茲（Frank Woods）亞歷克·梅森的隊友兼死黨，性格較暴躁。與梅森一樣是來自美國海軍陸戰隊的特別活動部幹員。
- 勞倫斯·西姆斯（Lawrence Sims）前美國陸軍士兵及前美軍援越司令部研究觀察團（MACV-SOG）的隊員，參與過越戰。
- 懷亞特·瓊斯（Wyatt Jones）：第一季新增幹員，綽號“推土機”（Bulldozer），隸屬美國海軍陸戰隊特別應變隊，擅長人質救援及近身距離作戰。
- 澤娜·奧索（Zeyna Ossou）：第一季新增幹員，隸屬法國安全總局的塞內加爾人，為重型武器及載具的專家。
- 薩曼莎·梅西斯（Samantha Maxis）：第二季新增幹員，來自平行世界，曾經隸屬德國聯邦情報局，安魂曲項目的領導者之一。
- 特雷爾·沃爾夫（Terrell Wolf）：第二季新增幹員，非裔美國人，隷屬三角洲部隊。
- 卡拉·里瓦斯（Karla Rivas）：第二季新增幹員，為一名康特拉游擊隊員，目的是將梅嫩提斯販毒集團一網打盡。
- 約翰·普萊斯（John Price）：第三季新增幹員，《決勝時刻：現代戰爭》中的英國陸軍特種空勤團老兵，作為非正史人物登場。
- 約翰·詹姆士·蘭波（John James Rambo）：第三季新增幹員，《第一滴血》系列的主角，為一名越戰老兵及前美軍援越司令部研究觀察團成員。
- 約翰·麥克連（John McClane）：第三季新增幹員，《終極警探》系列的主角，為紐約市警察局的一名探員。
- 格里戈里·韋弗（Grigori Weaver）：第四季新增幹員。CIA特別活動部所屬的俄籍特工。曾經被蘇軍俘虜並遭到虐待失去左眼，後被隊友救出並繼續服役。
- 賈巴里·薩拉赫（Jabari Salah）：第四季新增幹員，來自埃及陸軍第777部隊（英语：Unit 777）。
- 亞歷克斯·梅森(Alex Mason):第六季新增幹員,使命召喚：黑色行動的主角兼主要玩家角色。出身於阿拉斯加，曾在美國海軍陸戰隊武裝偵察連中服役並參與過韓戰，後因才能出眾被中央情報局招募到特別活動部執行各種秘密任務。曾在古巴執行任務期間被俘，然後在蘇聯的沃爾庫塔勞改營囚禁了接近3年，後在雷澤諾夫等人的幫助下成功越獄，回到美國後繼續為國家效力，卻不知道自己身在沃爾庫塔的時候已被洗腦。
- 以利亞撒·阿祖萊（Eleazar Azoulay）：於 2022 年 5 月 6 日發布,擁有美國和以色列雙重國籍，綽號「拉扎爾」（Lazar）。曾分別在以色列國防軍和摩薩德服役，後來以美國公民身份加入CIA。

#### 華約
- S·巴尔加斯（S.Vargas）：前哥倫比亞國民軍（英语：Colombian National Army）士兵，後投奔M-19（英语：19th of April Movement）反政府游擊隊組織。
- 門多·加西亞（Mendo Garcia）：古巴情報局（英语：Dirección de Inteligencia）僱用的殺手，曾是一名黑幫成員，對敵方心狠手辣。
- 伊琳娜·波特諾娃（Yirina Portnova）：擅長解碼的克格勃女特工，隸屬信號旗特種部隊。
- 哈里·斯通（Harry Stone）：曾經服役於英國陸軍第22特種空勤團的特別項目隊，由於被不光榮退隊，後改行為僱傭兵。
- J·鮑爾斯（J.Powers）：前美國海軍陸戰隊員，因被指控為外國間諜而逃到蘇聯。但消息指她可能是美國政府委任作刺探蘇聯情報的間諜。
- 英戈·貝克（Ingo Beck）：隸屬史塔西第9勤務部隊，擅長使用炸藥。
- 維霍·庫茲明（Vikhor Kuzmin）：第一季新增幹員，綽號“疤奇”（Stitch），前克格勃化學專家，曾參與新星六號毒氣的開發，於1968年在復活島被CIA小隊生擒，並受到羅修·阿德勒的拷問失去左眼，後被克拉夫琴科救出，卻因判定為失職而被囚禁在彼得羅巴甫洛夫斯克的古拉格內。兩年後被柏修斯招募出獄，為了向阿德勒復仇而成為柏修斯的手下。
- 卡帕諾·萬榮（Kapano Vang）：第二季新增幹員，綽號“納加”（Naga），老撾籍前軍閥，在金三角地區走私武器和毒品為生。被柏修斯招募作偷運大規模殺傷性武器。
- 弗雷亞·赫爾維格 （Freya Helvig）：第三季新增幹員，綽號“芮斯”（Wraith），前挪威情報組織人員，對冷戰的平衡感到失望，因而投奔蘇聯間諜柏修斯。“芮斯”與羅馬·格雷受維霍·庫茲明派遣，滲透到亞曼套山的一個基地，以收集有關尼基塔·德拉科維奇進行的洗腦項目的數據，最後和格雷逃脫了基地並引爆了核裝置，摧毀了基地。
- 羅馬·格雷（Roman Gray）：第三季新增幹員，愛爾蘭人，綽號“奈特”（Knight），前英國軍情六處髒活特工，後為了“享受混亂中的樂趣”而投奔“柏修斯”。
- 馬克芯·安東諾夫（Maxim Antonov）：第三季新增幹員，蘇聯特種部隊成員，曾經為一名黑幫，為了減輕刑期而從軍，不受隊友信任，在部隊中主要負責擔任一些難以勝任的角色，如拆彈和生化作戰等。
- 奧韋圖·馬布扎（Owethu Mabuza）：第四季新增幹員，綽號“豺狼”（Jackal），為一名南非僱傭兵。

## 登場勢力

### 戰役模式
- 中央情報局特別活動部：“鈴”和梅森所屬組織。
- 美軍援越司令部研究觀察團：1968年回憶關卡中登場。在阿德勒為“鈴”注入的虛假記憶中“鈴”為該部隊的一員。
- 美國陸軍
- 美國海軍陸戰隊
- 美國空軍
- 美國海軍
- 克格勃
- 蘇聯軍隊
  - 蘇聯特種部隊
- 柏修斯的手下：柏修斯的部隊及其設立在西方國家的臥底間諜網。
- 史塔西
- 东德人民警察
- 东德國家人民軍
- 越南南方民族解放陣線
- 古巴軍隊
- 伊朗恐怖組織

### 聯機模式
- 北約
  - 中央情報局／聯合特種作戰司令部
    - 奧米加特遣隊

  - 軍情六處／英國特種部隊
    - E中隊

  - 西德聯邦情報局
- 華約
  - 蘇聯國家安全委員會
    - 信號旗特種部隊

  - 古巴情報局（英语：Dirección de Inteligencia）
    - 蜘蛛部隊

  - 國家安全部偵察總局
    - 人民警察第9連

## 开发
遊戲正式發布前的2019年5月，電子遊戲媒体 Kotaku 就爆料了工作室 Sledgehammer Games 和 Raven Software 正在开发一款《決勝時刻》系列正作，并且两家工作室在开发过程中充满了争斗，工作室之间的关系很紧张。有线报称游戏开发进度也受此影响，十分混乱。动视稍后介入并让 Treyarch 加入开发并成为本作的主力研发工作室，Sledgehammer Games 被降为协助开发工作室。本作还有动视旗下的 High Moon Studios、Beenox 以及动视上海工作室参与协助开发。

## 行銷
按照傳統，對《決勝時刻》遊戲相關的公告和推銷通常在該遊戲秋天發布之前的四月或五月左右。然而，動視卻在2020年8月開始透過一連串的另類實境遊戲活動來讓大眾逐步解謎《黑色行動冷戰》的序幕。
2020年8月19日，一旦所有密碼都解開，《黑色行動冷戰》的預告片就曝光了。前導預告片包含1984年採訪前蘇聯國家安全委員會的線人和叛逃者尤里·貝茲梅諾夫有關局勢見解訪談部分內容。全球版預告於2020年8月26日發布。
預告中出現了不少與美蘇冷戰主題有關元素及暗示，例如片中說俄文的男人以及戰爭畫面等都透露與冷戰相關連，片中亦利用大量當年真實的歷史紀錄片段。
同樣也在8月左右，遊玩《決勝時刻：現代戰域》的玩家也發現在遊戲進行一半畫面就會突然出現故障的特效遮擋，寫著「了解你的過去」（KNOW YOUR HISTORY）字樣。然後出現俄語詞句，翻譯為「必將重蹈覆轍」。暗示《黑色行動冷戰》將回歸歷史或至少是半歷史性的背景。然後8月27號官方在推特貼了一個公告表示有一個專為《黑色行動冷戰》推出的限時活動「歷史疑雲」，玩家必須在限制時間中在地圖找到各個物品並完成指定事務。到最後結束時玩家要跑向地圖中的體育館，畫面會持續播放有關《黑色行動冷戰》的宣傳片。

### 審查
CBR.com 報導，由於前導預告中出現了一秒有關1989年中國六四天安門廣場抗議活動的畫面，所以該預告片在中國被抽起。而後發布了經過修剪編輯的預告片（仅删减了画面，没有删减音频）。

## 評價
| 汇总媒体   | 得分                                           |
| ---------- | ---------------------------------------------- |
| Metacritic | PC: 76/100 PS4: 76/100 PS5: 76/100 XSX: 76/100 |

| 媒体          | 得分    |
| ------------- | ------- |
| Game Informer | 8.75/10 |
| GameSpot      | 8/10    |
| HardcoreGamer | 4/5     |
| IGN           | 7/10    |
| USGamer       | 3.5/5   |

據評論機構Metacritic報導，《決勝時刻：黑色行動冷戰》獲得評論家「普遍好評」。
Game Informer對該遊戲給予了8.75／10的評分，稱讚說：「如果黑色行動冷戰能在任何方面都表現出色，那就是選擇。這個頭銜對於《決勝時刻》遊戲並不少見，但遊戲模式五花八門，適用於無數玩家的喜好，在夏季大片變得怪異而瘋狂的同時，保持有趣的活動，轟動一時，這是一個不錯的選擇。」
多種有關於《黑色行動冷戰》主機版本的遊玩報告，指該遊戲使他們的遊戲機崩潰，Treyarch目前正在調查此問題。

### 銷售額
PlayStation 4版本在日本發售的第一周內就售出了84,475份，使其成為日本當週最暢銷的零售遊戲。 PlayStation 5版本則是同一周在日本排名第十九，共售出6,045張。

## 外部鏈結
- 官方网站：英文（美国）、繁体中文、简体中文